# Arcanodiscales
Ordre
Les Arcanodiscales sont un ordre d'algues de l'embranchement des Bacillariophyta  et de la classe des Coscinodiscophyceae.

## Liste des taxons de rang inférieur
Liste des familles selon AlgaeBase (17 juin 2022) :
- Arcanodiscaceae Maidana & E.Morales, 2017

## Systématique
L'ordre des Arcanodiscales a été créé en 2017 par Eduardo Antonio Morales (d) et Nora Irene Maidana (d).

## Publication originale
- Maidana, N.I., Morales, E.A., Bradbury, J.P., Schäbitz, F. & Houv, V. (2017). « A new order and family of diatoms: Arcanodiscales, Arcanodiscaceae (Bacillariophyta) to accommodate Arcanodiscus platti gen. et sp. nov. from the Argentinian Patagonia ». Nova Hedwigia Beiheft, vol. 146, p. 63-72, 37 figs (DOI 10.1127/1438-9134/2017/063).